# Carl Geppert
Carl Geppert (eigentlich Karl Ludwig Geppert; * 22. Mai 1883 in Böhmisch Leipa, Österreich-Ungarn; † 23. Oktober 1937 ebenda, Tschechoslowakei) war ein österreichisch-böhmischer Sänger sowie Bühnen- und Filmschauspieler in Deutschland mit filmischer Wirkungszeit vor allem während der Weimarer Republik.

## Leben und Wirken

### Am Theater
Der Sohn des Kaufmanns Karl Geppert und seiner Frau Anna, geb. Rösler, begann seine Bühnenlaufbahn 1907 im niederösterreichischen St. Pölten, wo er jedoch nur eine Spielzeit blieb. Fortan wurde er sowohl als Schauspieler wie auch als Sänger eingesetzt. 1908/1909 wirkte er an der Operette des Magdeburger Wilhelm-Theaters, in der Spielzeit 1909/1910 am Mannheimer Neuen Operetten-Theater. 1910 folgte Geppert einem Ruf an das Hamburger Carl-Schultze-Theater, wo er bis 1915 blieb und oftmals das Fach des schmucken Offiziers, des galanten Liebhabers sowie des Komikers ausfüllte. An dieser Spielstätte setzte ihn Direktor Herman Haller in seinen beliebten Revuen und Operetten wie beispielsweise Der liebe Augustin und Die Tangoprinzessin ein. Anschließend wurde Carl Geppert vorübergehend zum Kriegsdienst eingezogen, kehrte aber 1916 an die Haller-Bühne zurück. 1918 heiratete er Hermann Feiners Schwester Tilly Feiner, eine aus Wien gebürtige Sängerin und Schauspielerin, und stand mit ihr sowohl auf der Bühne als auch vor der Kamera. 1920 fand sich Carl Geppert in Berlin ein, wo Haller ihn an das von ihm gleichfalls geleitete Theater am Nollendorfplatz verpflichtete. Weitere hauptstädtische Bühnenengagements brachten Geppert bis 1932 unter anderem an das Neue Theater am Zoo und zuletzt, ab 1931, an das Große Schauspielhaus, wohin ihn Hallers größter Konkurrent Erik Charell verpflichtet hatte. Charell wusste jedoch mit Geppert nicht wirklich etwas anzufangen, und nach der 250. Aufführung der Operette Im weißen Rössl, wo er einen weitgehend textlosen Oberförster zu spielen hatte, nahm Carl Geppert verbittert Abschied von der deutschen Hauptstadt.

### Beim Film
Erste Schritte in der Kinematographie hatte der gebürtige Böhme bereits noch während des Ersten Weltkriegs gestartet, als er mit seiner eigenen winzigen Hamburger Produktionsfirma kurze Filme herstellte. Seit 1919 fand er mit unterschiedlich großen Nebenrollen – oftmals als Adeliger und/oder Respektsperson, aber auch immer wieder als Bediensteter oder als Ganove – Beschäftigung vor der Kamera. Geppert debütierte (noch in Hamburg) mit dem Prinzen Archip Ginsky in Paul Ottos Inszenierung Erdgift und setzte im Jahr darauf seine Chargen-Karriere in Berlin in dem Dupont-Kriminaldrama Whitechapel fort. Geppert trat später mal als Friseur in Richard Oswalds aufwändigem Kostümstreifen Lady Hamilton, mal als Gauner in Präsident Barrada in Erscheinung und war ein Lord in Banditen, aber auch ein Baron in Das Rätsel der Sphinx, ein Oberkellner an der Seite Henny Portens in dem Lustspiel Sie und die Drei, ein Rittmeister in Zapfenstreich sowie ein Freier in der Leinwandoperette Gräfin Mariza. Zu Gepperts späteren Rollen zählen drei Minister (in Das rosa Pantöffelchen, Wenn der junge Wein blüht und Der Zigeunerprimas), ein Graf (in der Operettenverfilmung Die Försterchristl), der Polizeirat Hellberg (in dem Abenteuerfilm Der Unüberwindliche) und schließlich sogar ein Sheriff (in einem weiteren Abenteuerstreifen, Rache für Eddy). Im Tonfilm absolvierte Carl Geppert nur noch sieben Auftritte, unter anderem als Bürgermeister in dem Lustspiel Pension Schöller und als Gärtner in der Verfilmung von Irmgard Keuns Jungmädchengeschichte Eine von uns, zugleich Gepperts Abschiedsvorstellung beim Film.

### Letzte Jahre im Exil
Nach seinen niederschmetternden Im weißen Rössl-Erfahrungen mit Charell und aufgrund des jüdischen Familienhintergrunds Tilly Feiners verließ das Ehepaar Geppert-Feiner wohl kurz vor dem Machtantritt Adolf Hitlers ihr Domizil in Berlin-Wilmersdorf und kehrte in Carl Gepperts böhmische Heimat zurück. Hier betrieb er mit seiner Gattin in Althabendorf im Bezirk Reichenberg die Gaststätte „Herrenhaus“, wo, nunmehr in deutlich bescheidenerem Rahmen, oftmals auch Theater- und Operettenaufführungen gegeben wurden. „Herrenhaus“-Besucher und Ex-Kollege Paul Morgan nannte das von zahlreichen Scherzeinrichtungen, Gimmicks und lustigen Einfällen bestimmte Etablissement in seinem Tagebucheintrag amüsiert „Das Lach-Hotel“. Noch im Mai 1937 trat das Ehepaar gemeinsam am Theater von Reichenberg auf. Carl Geppert starb fünf Monate darauf im Krankenhaus seiner Heimatstadt Böhmisch Leipa, seine Gattin musste anschließend mehrmals den Wohnort wechseln und lebte zuletzt in Reichenberg, von wo sie am 13. Juli 1942 von den Nationalsozialisten in das Vernichtungslager Auschwitz deportiert und dort ermordet wurde.

## Filmografie
als Schauspieler, wenn nicht anders angegeben:
- 1917: Der Brillantring (Kurzfilm, Produktion)
- 1918: Die geplatzte Hochzeitshose (Kurzfilm, Produktion)
- 1919: Erdgift
- 1920: Whitechapel
- 1920: Schieber
- 1921: Lady Hamilton
- 1921: Das Rätsel der Sphinx
- 1921: Das Geheimnis der Santa Margherita
- 1921: Der Roman eines Dienstmädchens
- 1922: Lola Montez, die Tänzerin des Königs
- 1922: Sie und die Drei
- 1922: Der Graf von Charolais
- 1922: Tingeltangel
- 1923: Die Welt in Flammen (2 Teile)
- 1923: Freund Ripp
- 1923: Der Kaufmann von Venedig
- 1923: Die Frau mit den Millionen
- 1924: Das sonnige Märchen vom Glück
- 1924: Auf Befehl der Pompadour
- 1925: Gräfin Mariza
- 1925: Zapfenstreich
- 1925: Frauen, die man oft nicht grüßt
- 1926: Das rosa Pantöffelchen
- 1926: Die Försterchristl
- 1926: Wenn der junge Wein blüht
- 1926: Die Welt will belogen sein
- 1926: In der Heimat, da gibt’s ein Wiedersehn!
- 1926: Die Flucht in die Nacht
- 1927: Gustav Mond … Du gehst so stille
- 1927: Wochenendzauber
- 1927: Herkules Maier
- 1927: Der falsche Prinz
- 1927: Der Bettler vom Kölner Dom
- 1927: Der Fahnenträger von Sedan
- 1927: Luther
- 1928: Liebe und Diebe
- 1928: Kaczmarek
- 1928: Don Juan in der Mädchenschule
- 1928: Der Unüberwindliche
- 1928: Robert und Bertram
- 1928: Wir halten fest und treu zusammen
- 1929: Rache für Eddy
- 1929: Der Zigeunerprimas
- 1930: Va Banque
- 1930: Die Lindenwirtin
- 1931: In Wien hab’ ich einmal ein Mädel geliebt
- 1932: Die elf Schill’schen Offiziere
- 1932: Eine von uns